# Kościół św. Marcina w Sieprawiu
Kościół Świętego Marcina – rzymskokatolicki kościół filialny należący do parafii św. Michała Archanioła w Sieprawiu (dekanat Mogilany archidiecezji krakowskiej).

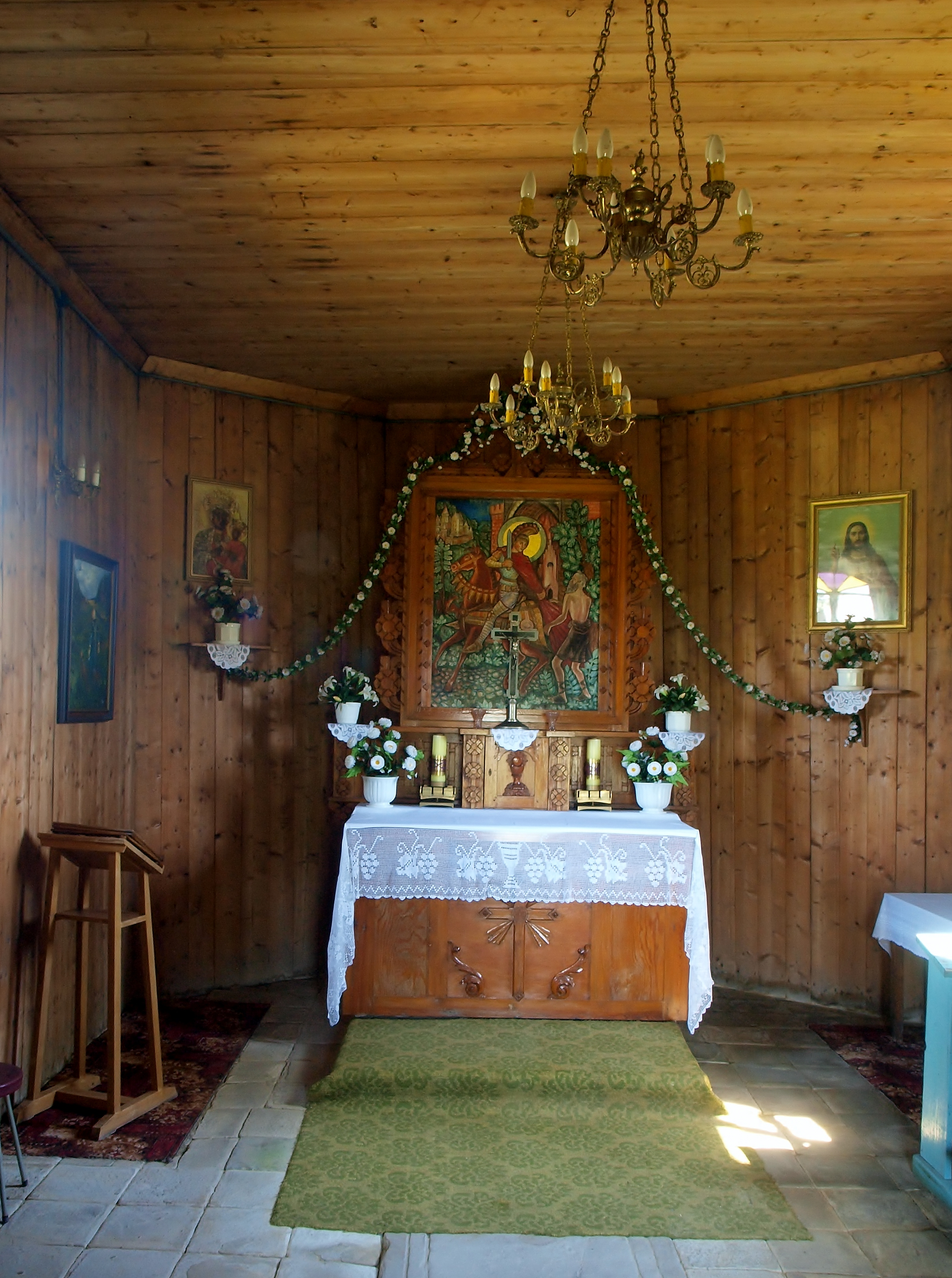
Wnętrze świątyni

Jest to świątynia wzniesiona w 1. połowie XVII wieku. Następnie została przebudowana w 1766 roku. Wyremontowana została po II wojnie światowej i później odnowiono ją w 1960 roku.
Budowla jest drewniana i posiada konstrukcję zrębową. Świątynia jest orientowana, salowa, nie posiada wydzielonego prezbiterium z nawą, zamknięta jest trójbocznie. Z przodu nawy znajduje się kruchta. Kościół nakrywa dach jednokalenicowy, pokryty gontem, na dachu jest umieszczona sześciokątna wieżyczka na sygnaturkę. Jest ona zakończona baniastym blaszanym dachem hełmowym z latarnią. Wnętrze nakryte jest stropem płaskim. Do wyposażenia świątyni należą: skromny ołtarz główny oraz kamienne płyty nagrobne: jedna pochodzi z 1528 roku, druga powstała na przełomie XVI i XVII wieku i jest ozdobiona herbami Pielesz i Szeliga, trzecia Elżbiety i Jakuba Olszowskich wykonana w 1609 roku.